# Wonders (album)
| Đánh giá chuyên môn | Đánh giá chuyên môn |
| Nguồn đánh giá      | Nguồn đánh giá      |
| Nguồn               | Đánh giá            |
| ------------------- | ------------------- |
| Allmusic            | [ 2 ]               |

Wonders là album phòng thu thứ năm của nhóm nhạc cổ điển người Mĩ The Piano Guys. Sony Masterworks thông báo sẽ phát hành album vào ngày 25 tháng 8 năm 2014 thông qua hãng Portrait Records. Tuy nhiên, một số nguồn tin lại thông báo rằng album sẽ phát hành vào đầu tháng 10 năm 2014. Album này đã đạt vị trí #12 trên bảng xếp hạng US Billboard 200, trở thành album đạt vị trí cao nhất của nhóm trên bảng xếp hạng tính đến thời điểm hiện nay.

## Danh sách và thứ tự các bài hát
| STT              | Nhan đề                                             | Sáng tác | Sắp xếp                               | Thời lượng |
| ---------------- | --------------------------------------------------- | --- | ------------------------------------- | ---------- |
| 1.               | "Story of My Life"                                  | Julian Bunetta, Harry Styles, Niall Horan, Zayn Malik, Liam Payne, John Henry Ryan, Jamie Scott, Louis Tomlinson       | Steven Sharp Nelson, Al van der Beek  | 4:34       |
| 2.               | "Let It Go1"                                        | Kristen Anderson, Robert Lopez, Antonio Vivaldi                                                                        | van der Beek, Jon Schmidt, Nelson     | 4:05       |
| 3.               | "Ants Marching / Ode to Joy2"                       | David Matthews, Ludwig van Beethoven                                                                                   | van der Beek, Schmidt, Nelson         | 2:52       |
| 4.               | "Fathers' Eyes"                                     | van der Beek, Nelson                                                                                                   |                                       | 4:00       |
| 5.               | "Kung Fu Piano: Cello Ascends3"                     | Henry Jackman, John Powell, Hans Zimmer, Frédéric Chopin                                                               | van der Beek, Schmidt, Nelson         | 4:05       |
| 6.               | "Summer Jam"                                        | Schmidt, Nelson |                                       | 3:54       |
| 7.               | "Batman Evolution"                                  | Neal Hefti, Danny Elfman, James Newton Howard, Zimmer                                                                  | van der Beek, Nelson                  | 4:13       |
| 8.               | "Don't You Worry Child" (hợp tác với Shweta Subram) | Axel Hedfors, Sebastian Ingrosso, Steve Fragogiannis, Martin Lindström, Michel Zitron, Shweta Subram, Abhay Jodhpurkar | van der Beek, Nelson, Schmidt, Subram | 4:05       |
| 9.               | "Home"                                              | Greg Holden, Drew Pearson                                                                                              | van der Beek, Schmidt, Nelson         | 4:41       |
| 10.              | "The Mission / How Great Thou Art"                  | Ennio Morricone, Truyền thống                                                                                          | van der Beek, Schmidt, Nelson         | 3:11       |
| 11.              | "Because of You"                                    | van der Beek, Nelson                                                                                                   |                                       | 4:04       |
| 12.              | "Pictures at an Exhibition4"                        | Modest Mussorgsky, van der Beek, Nelson                                                                                | van der Beek, Nelson                  | 4:02       |
| Tổng thời lượng: | Tổng thời lượng:                                    | Tổng thời lượng: | Tổng thời lượng:                      | 47:46      |

| Bài hát thêm cho phiên bản phát hành trên iTunes. | Bài hát thêm cho phiên bản phát hành trên iTunes. | Bài hát thêm cho phiên bản phát hành trên iTunes. |
| STT                                               | Nhan đề                                           | Thời lượng                                        |
| ------------------------------------------------- | ------------------------------------------------- | ------------------------------------------------- |
| 13.                                               | "Love Story"                                      | 6:22                                              |
| Tổng thời lượng:                                  | Tổng thời lượng:                                  | 6:22                                              |

| Bài hát thêm cho phiên bản phát hành độc quyền trên Target. | Bài hát thêm cho phiên bản phát hành độc quyền trên Target. | Bài hát thêm cho phiên bản phát hành độc quyền trên Target. |
| STT                                                         | Nhan đề                                                     | Thời lượng                                                  |
| ----------------------------------------------------------- | ----------------------------------------------------------- | ----------------------------------------------------------- |
| 13.                                                         | "Without You"                                               | 3:36                                                        |
| 14.                                                         | "What Are Words"                                            | 3:43                                                        |
| Tổng thời lượng:                                            | Tổng thời lượng:                                            | 7:19                                                        |

| Phiên bản đặc biệt phát hành tại châu Á | Phiên bản đặc biệt phát hành tại châu Á | Phiên bản đặc biệt phát hành tại châu Á                                     | Phiên bản đặc biệt phát hành tại châu Á           | Phiên bản đặc biệt phát hành tại châu Á |
| STT                                     | Nhan đề                                 | Sáng tác                                                                    | Sắp xếp                                           | Thời lượng                              |
| --------------------------------------- | --------------------------------------- | --------------------------------------------------------------------------- | ------------------------------------------------- | --------------------------------------- |
| 1.                                      | "What Makes You Beautiful"              | Carl Falk, Savan Kotecha, Rami Yacoub                                       | van der Beek, Schmidt, Nelson                     | 2:53                                    |
| 2.                                      | "Just the Way You Are"                  | Philip Lawrence, Bruno Mars, Khari Cain, Ari Levine, Khalil Walton          | van der Beek, Schmidt, Nelson                     | 4:21                                    |
| 3.                                      | "Titanium / Pavane" ()                  | Sia Furler, David Guetta, Giorgio Tuinfort, Nick Van De Wall, Gabriel Fauré | Al van der Beek, Jon Schmidt, Steven Sharp Nelson | 4:50                                    |
| 4.                                      | "A Thousand Years"                      | David Hodges, Christina Perri                                               | van der Beek, Schmidt, Nelson                     | 4:36                                    |
| 5.                                      | "Rolling in the Deep" ()                | Adele Laurie Blue Adkins, Paul Epworth                                      | Nelson, Schmidt, van der Beek                     | 3:52                                    |
| 6.                                      | "Beethoven's 5 Secrets" ()              | Ryan B. Tedder, Ludwig van Beethoven                                        | Nelson, van der Beek, Kayson Brown                | 5:09                                    |
| 7.                                      | "All of Me"                             | Schmidt                                                                     |                                                   | 3:02                                    |
| 8.                                      | "Waterfall"                             | Schmidt                                                                     |                                                   | 3:04                                    |

Ghi chú

1Lấy cảm hứng từ Concerto No. 4 in F Minor, Op. 8, RV 297, "L'inverno" (Winter) của Antonio Vivaldi

2Lấy cảm hứng từ đoạn "Ode to Joy" trong Symphony No. 9 in D minor, Op. 125 của Ludwig van Beethoven

3Lấy cảm hứng từ Prelude Op. 28, No. 20 in C Minor của Frédéric Chopin

4Lấy cảm hứng và dựa trên "Promenade" từ Pictures at an Exhibition của Modest Mussorgsky
1. ↑  Lấy cảm hứng từ Fauré: Pavane
2. ↑  Bao gồm đoạn nhạc từ "Jupiter" của Gustav Holst từ The Planets Suite
3. ↑  Lấy cảm hứng từ Beethoven: Symphony No. 5

## Danh sách thực hiện
Danh sách những người thực hiện

### The Piano Guys
- Steven Sharp Nelson – Cello, Bộ gõ, đệm đàn piano và hát
- Jon Schmidt – Piano, bộ gõ phụ and hát
- Al van der Beek – Bộ gõ, hát và đệm đàn piano

### Các nhạc sĩ cùng tham gia
- Shweta Subram – Hát chính trong bài "Don't You Worry Child"
- Jake Bowen – Bộ gõ trong bài "Summer Jam"
- Gigi Romney – Bộ gõ phụ trong bài "Kung Fu Piano: Cello Ascends"

## Xếp hạng
| Bảng xếp hạng (2014-2015)              | Vị trí cao nhất |
| -------------------------------------- | --------------- |
| Australian Albums (ARIA)               | 88              |
| Album Bỉ (Ultratop Wallonie)           | 156             |
| Album Đức (Offizielle Top 100)         | 86              |
| Album Thụy Sĩ (Schweizer Hitparade)    | 46              |
| Album Hoa Kỳ Billboard 200             | 12              |
| Album Hoa Kỳ Top Classical (Billboard) | 1               |
| US Top New Age Albums (Billboard)      | 1               |

| Bảng xếp hạng (2014)                | Vị trí |
| ----------------------------------- | ------ |
| US Top Classical Albums (Billboard) | 10     |
| US Top New Age Albums (Billboard)   | 5      |